# Benedikt II. Weidenbusch

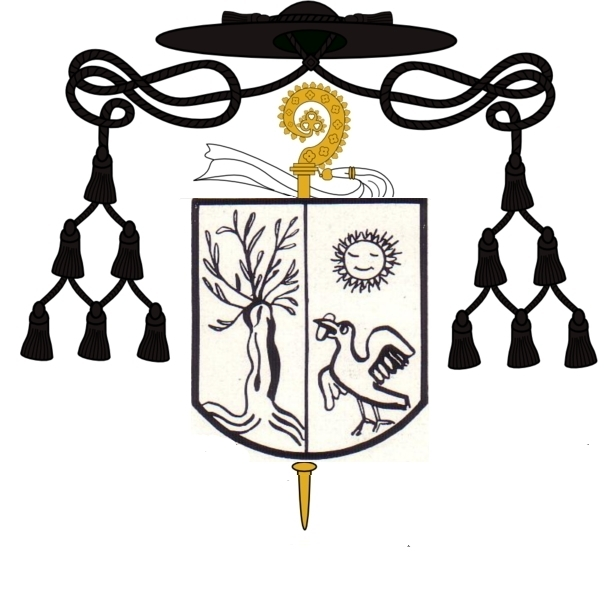
Das Wappen des Abtes Benedikt Weidenbusch

Benedikt II. Weidenbusch (bürgerlicher Name Johann Christoph Weidenbusch; * 1632 in Königshofen im Grabfeld; † 15. August 1672 in Nordheim am Main) war von 1654 bis 1672 Abt des Benediktinerklosters in Münsterschwarzach.

## Münsterschwarzach vor Weidenbusch
Das halbe Jahrhundert vor dem Abt Benedikt Weidenbusch war in Münsterschwarzach vom Dreißigjährigen Krieg geprägt. Im Jahr 1631 wurde das Kloster von den protestantischen Schweden besetzt, die Mönche mussten fliehen. Nach ihrer Rückkehr in die heruntergekommenen Klostergebäude forcierte Weidenbuschs Vorgänger Abt Remigius Winckel den Wiederaufbau und die Wiederbesiedlung der verlassenen Klosterdörfer in der Umgebung.
Gleichzeitig wurde die monastische Erneuerung durch den Aufbau eines wissenschaftlichen Zentrums der Region vorangetrieben. Die Abtei sollte mit ihrer Bibliothek und ihrer Theologenschule selbst den Klosternachwuchs ausbilden. Auch in den Organisationsstrukturen fand ab der zweiten Hälfte des 17. Jahrhunderts ein vollständiger Neuanfang statt: Die Zusammenarbeit mit der Bursfelder Kongregation, in der Münsterschwarzach seit dem Jahr 1480 organisiert war, wurde offiziell beendet. Fortan herrschten die Würzburger Fürstbischöfe allein über die Abtei.

## Leben

### Frühe Jahre
Benedikt II. Weidenbusch wurde im Jahr 1632 als Johann Christoph Weidenbusch in Königshofen im Grabfeld geboren. Während das genaue Geburtsdatum nicht überliefert ist, war nach den Quellen der Tag der Taufe der 13. Mai 1632; Taufpate war Christoph Arnstein. Der Vater von Benedikt Weidenbusch, über dessen Beruf nichts bekannt ist, hieß Johannes Weidenbusch und war mit Margarete Weidenbusch, einer geborenen Beußlein verheiratet.
Über die Schulzeit des jungen Benedikt ist ebenfalls nichts bekannt. Am 26. November 1646 immatrikulierte er sich an der Universität Würzburg, um ein Studium der Rhetorik zu beginnen. Dies ist insofern bemerkenswert, da in der damaligen Zeit ein Philosophiestudium für eine geistliche Karriere weit häufiger genutzt wurde. Weidenbusch trat 1648 in die Abtei Münsterschwarzach ein und legte am 15. August 1649 sein Gelübde ab.
Ab November 1649 tauchte er in den Unterlagen der Bamberger Akademie als Theologiestudent auf. Seine Studien führten ihn schließlich in das Generalseminar des Klosterbundes der Bursfelder Kongregation in die Pantaleonskirche nach Köln, wo er sich 1651 bis 1653 aufhielt. Nach seinem Abschluss lehrte er 1653 und 1654 als Dozent der Philosophie in der Münsterschwarzacher Klosterschule und unterstützte so die Anstrengungen seines Vorgängers Remigius Winckel.

### Administrator und Abt
Nach dessen Tod entbrannte ein Streit um die Bestimmungen zur Abtswahl des jungen Weidenbusch. Dieser war erst 22 Jahre alt und als Diakon noch nicht einmal zum Priester geweiht. Am 31. August 1654 stimmte der Würzburger Fürstbischof der Wahl von Weidenbusch zu. Am 22. September 1654 wurde er gewählt und am 19. November desselben Jahres als „administratorio modo“, als Administrator bestätigt. Die Abtswürde empfing Weidenbusch erst nach seiner Priesterweihe.
Zwei Jahre lang leitete er das Kloster als Administrator, bevor er 1656 geweiht wurde. Die Primiz erfolgte am 15. Mai 1656, konfirmiert wurde Weidenbusch am 19. Mai desselben Jahres. Als geschulter Theologe, Philosoph und Rhetoriker begann Weidenbusch zunächst die Wissenschaften in der Klosterschule weiter auszubauen. Hierzu schickte er die Mönche zur Klerikerausbildung an die Hochschulen und Universitäten von Würzburg, Salzburg, Köln und Douai. 
Gleichzeitig lehrte er selbst in Münsterschwarzach und baute eine angesehene Hochschule in der Abtei auf, deren Studium die Universität Würzburg als mit ihrem gleichberechtigt anerkannte. Hierbei schuf er auch eigene Schwarzacher Konstitutionen, die sich zwar stark an die der Bursfelder Kongregation anlehnten, jedoch als eigenständig galten. Auch die Berufung einiger Dominikaner als Dozenten seiner Benediktinerhochschule war das Werk Weidenbuschs.
Ab der zweiten Hälfte der sechziger Jahre des 17. Jahrhunderts begann bei Weidenbusch allerdings eine extreme Hypochondrie. Fortan weilte der Abt nur noch selten in Münsterschwarzach, sondern suchte sein eingebildetes Leiden auf diversen Kurreisen zu lindern. Im Jahr 1666 hielt sich Weidenbusch vier Monate lang in Eger und Karlsbad im heutigen Tschechien auf. 1668 reiste er wiederum in die böhmischen Badeorte, außerdem besuchte er Bad Mergentheim.
Im Jahr 1669 verbrachte Benedikt Weidenbusch 14 Wochen in Würzburg. Er hatte dort ein Haus angemietet und versammelte die besten Ärzte der Bischofsstadt um sich. Als auch sie nicht helfen konnten, zog er ins Klosterdorf Nordheim weiter. Dort verstarb er am 15. August 1672 frühmorgens um 2 Uhr an einer Erkältung. Seine Beerdigung in der Mitte der Kirche von Münsterschwarzach erfolgte am 17. August um 9 Uhr vormittags.

## Wappen

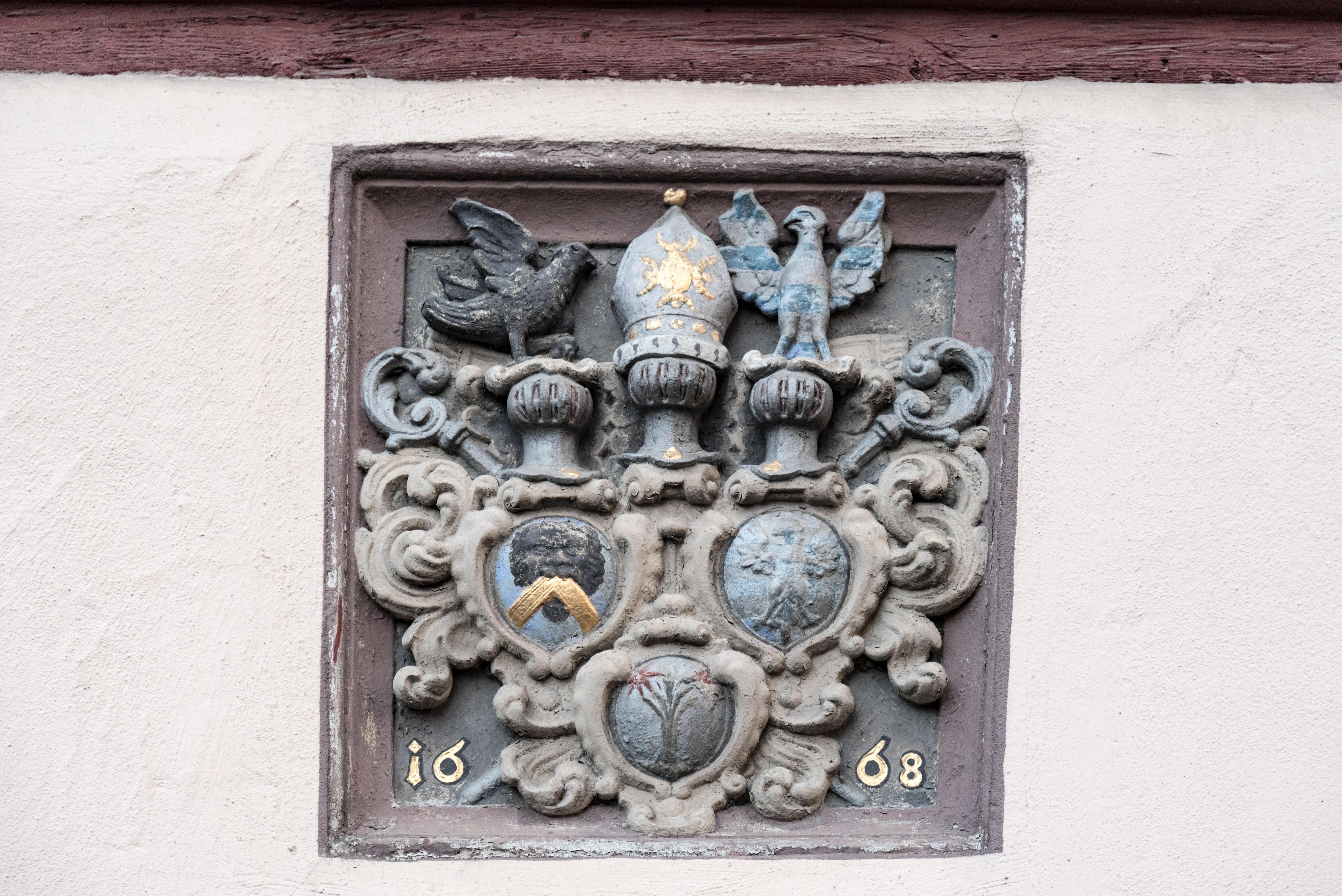
Das Wappen in Sommerach

Das Wappen des Abtes Benedikt Weidenbusch wurde erstmals auf einem Siegel überliefert. Beschreibung: „Gespalten; vorne ein Weidenbusch, hinten unter einer Sonne ein Rabe mit einem Brot im Schnabel.“ Zur Tingierung des Wappens gibt es keine Angaben. Sein Wappen befindet sich an der Straßenseite des ehemaligen Münsterschwarzacher Amtshauses in Sommerach, dort ist es mit der Jahreszahl 1668 umschrieben. Der Rabe und die Sonne fehlen.